# Dreux-Brézé (Adelsgeschlecht)

Wappen der Familie

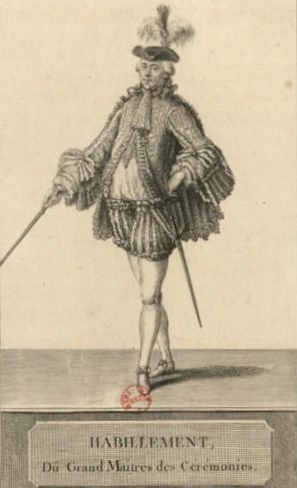
Joachim de Dreux, Marquis de Brézé (1710–1781)

Dreux-Brézé ist eine Familie des französischen Adels. 

## Geschichte
Die Familie Dreux stammt aus Poitou und ist dort am Ende des 15. Jahrhunderts nachzuweisen. Thomas de Dreux (1644–1731) erwarb 1682 die Seigneurie Brézé (Maine-et-Loire) und wurde 1685 zum Marquis de Brézé erhoben. Mit der Adelsfamilie Brézé bestand keine Verbindung. Thomas II. de Dreux wurde Großzeremonienmeister von Frankreich.
Michel de Dreux-Brézé (1700–1754) wurde 1744 zum Lieutenant-général des armées du roi erhoben, ebenso 1759 sein Sohn Joachim de Dreux-Brézé, 4. Marquis de Dreux-Brézé (1710–1781). Großzeremonienmeister Henri-Edvard de Dreux-Brézé baute den Renaissance-Teil des Schlosses Brézé aus. Sein Sohn Pierre Simon (1811–1893) war Bischof von Moulins. Henri-Évrard de Dreux, Marquis de Dreux-Brézé (1766–1829) war bis 1792 und wieder in der Restauration Großzeremonienmeister von Frankreich. Jean de Dreux-Brézé (* 1958) ist das aktuelle Familienoberhaupt.

## Großzeremonienmeister von Frankreich aus der Familie Dreux-Brézé
Das Amt des Großzeremonienmeisters von Frankreich gelangte Anfang des 18. Jahrhunderts an die Familie der de Dreux, Marquis de Brézé, die es dann bis zu seiner Abschaffung 1830 mit kurzen Unterbrechungen innehatte:
- 1701–1749 Thomas II. de Dreux, Marquis de Brézé (1677–1749)
- 1749–1755 Michel de Dreux, Marquis de Brézé (1700–1754)
- 1755–1781 Joachim de Dreux, Marquis de Brézé (1710–1781)
- 1781–1792 Henri-Évrard de Dreux, Marquis de Dreux-Brézé (1766–1829)
- 1814–1829 Henri-Évrard de Dreux, Marquis de Dreux-Brézé (erneut)
- 1829–1830 Scipion de Dreux, Marquis de  Dreux-Brézé (1793–1845)